# ミーゴレン

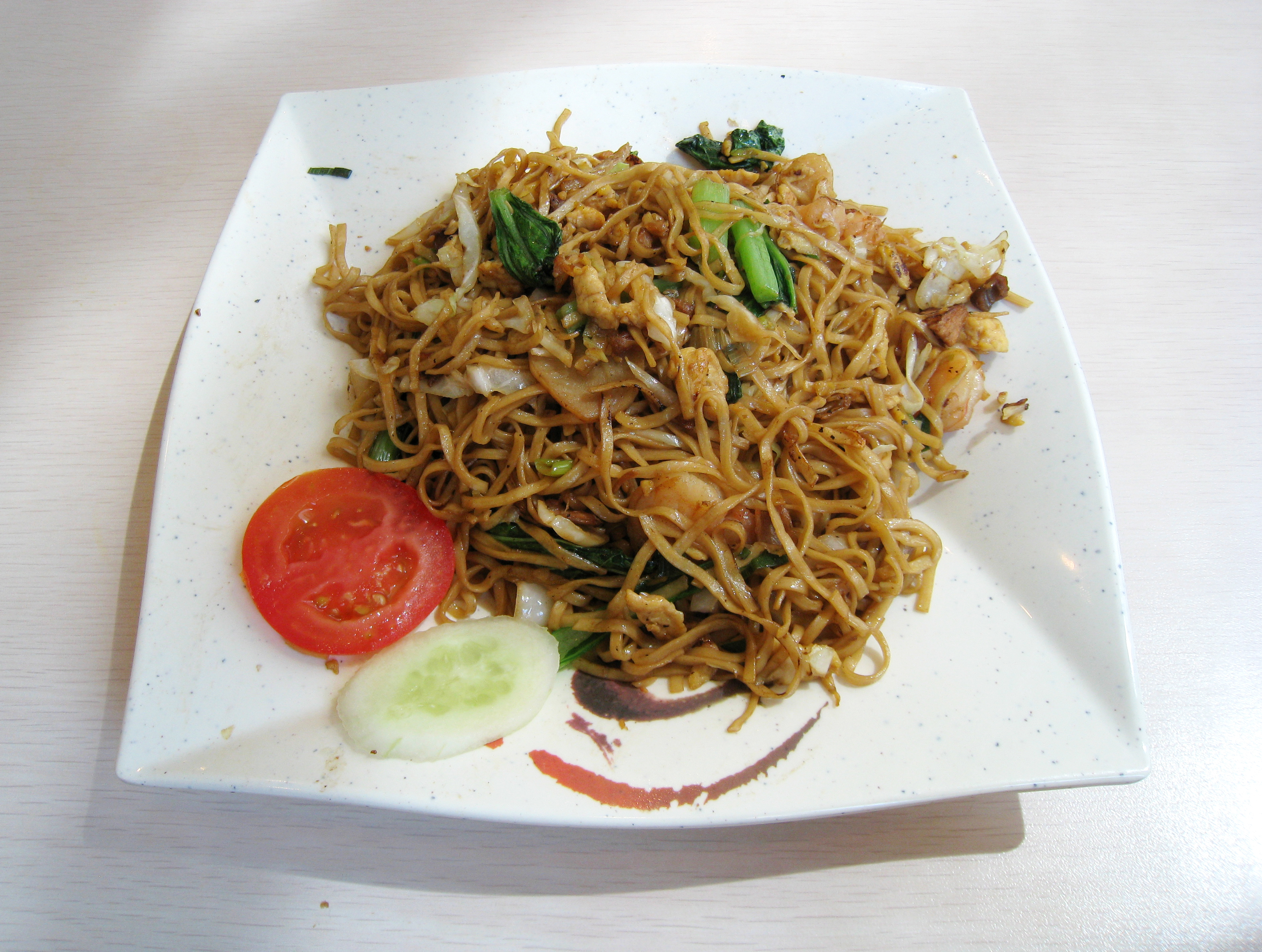
ミーゴレン

ミーゴレン（インドネシア語: Mi goreng, mie goreng、マレー語: Mee goreng, مي ڬوريڠ）は、インドネシア、マレーシア、シンガポールなどの焼きそば料理。
ミーは「麺」、ゴレンは「揚げる」の意味。実際には麺を炒めるため、ゴレンは英語でのfried noodle（焼きそば）のfryの用法に近い。麺は通常は小麦粉で出来た中華麺を使用する。調味料にケチャップマニスを使用するので日本のソース焼きそばに近い外見になる。ケチャップマニス（マニスは「甘い」の意味）を使うため甘口ではあるが、ニンニク、トウガラシ、魚醤などを使用するので日本人にとっては「スパイシーなエスニック風焼きそば」と受け止められている。シンガポールではシンガポール風と称してトマトケチャップで味付けする赤っぽいミーゴレンも存在する。
インドネシアの宗教はイスラム教が支配的であり、人々の日常の食生活はイスラムの戒律で許されたハラルの食材によるものである。外食産業で作られるミーゴレンも具には鶏肉とエビなどが使われることが多く、タブーとされる豚肉は使われない。
近年はインドミー社などのインスタントの袋麺が人気である。インスタントのミーゴレンは茹でた麺に添付の合わせ調味料を絡めるのみで、炒め調理を施さない。日本のカップ焼きそば同様である。
なおインドネシア料理「ナシゴレン」（ナシは「ご飯」の意味）は「炒めた飯」で、インドネシア式のチャーハンである。ミーゴレンとナシゴレンとでは味付け方法や盛り付け方がほぼ同じであり、主食材が変わっただけの料理とも言える。